# AS Babeti ya Sika
AS Babeti ya Sika is een Congolese voetbalclub uit de stad Matadi. Ze komen uit in Linafoot, de nationale voetbalcompetitie van Congo. AS Babeti speelt zijn thuiswedstrijden in het Stade Lumumba, dat een capaciteit heeft van zo'n 3.000 toeschouwers. De club won in zijn geschiedenis nog nooit één titel of beker.